# Jönköpings gevärsfaktori
Jönköpings gevärsfaktori var ett gevärsfaktori i Jönköping, som bedrevs från 1620-talet till 1690-talet. Efter etappvis etablering också i Husqvarna från 1686 överfördes verksamheten helt dit på 1690-talet för att utnyttja vattenkraften i den bättre lämpade Huskvarnaån. I Husqvarna utvecklades faktoriet så småningom till ett modernt företag, från 1867 Husqvarna Vapenfabriks AB. Jönköpings gevärsfaktori var tillsammans med Vantmakeriet i Jönköping en av två förindustriella verksamheter som Gustav II Adolf tog initiativ till för staden Jönköping, efter det att den skulle återuppbyggas efter att ha bränts ned av invånarna själva inför ett danskt anfall 1612.

## Grundläggning på 1620-talet
Gustav Vasa hade omkring 1563 inrättat en rustkammare på det då nybyggda Jönköpings slott. Vid denna fanns en faktor med uppgift att kontrollera och godkänna de vapen, som traktens bondesmeder levererade till Kronan. År 1613 blev den dåvarande faktorn vid rustkammaren Göran Silvestersson (död  1836) faktor för hela vapensmidet i Småland och södra Västergötland. Hans uppdrag var att göra produktionen effektivare genom att förmå bondesmederna att flytta in till med återuppbyggda Jönköping på det nya stadsområdet på Sanden öster om Hamnkanalen i Jönköping. Medlet var löften om skattelättnader, starthjälp och löftet att som registrerad vapensmed bli befriad från utskrivningar till krigsmakten.
År 1619 fick Silvestersson tillstånd att uppföra borr- och sliphus vid Dunkehallaåns vattenfall, och den 15 februari 1620 utfärdades ett kungligt plakat som stadfäste grundandet av Jönköpings gevärsfaktori. Det blev ett av de fem vapenfaktorier som Gustav II Adolf lät inrätta vid denna tidpunkt. De övriga var Söderhamns gevärsfaktori, Norrtälje gevärsfaktori, Örebro gevärsfaktori och Norrköpings gevärsfaktori.
Tomter för verkstäder och bostäder lades ut i den nybyggda staden på Sanden. Smederna var senare utspridda i staden, med viss koncentration till Smedjegatan. Det var i början svårt att förmå smederna att flytta från landsbygden till staden. År 1634 var antalet i Jönköping mantalsskrivna mästare inom faktoriet endast tio, varav fyra harneskmakare och sex smeder.
Silvestersson efterträddes 1636 av sin måg Hans Bursie, som var faktor till 1861.

## Flytt till Husqvarna
Den tidigare faktoriskrivaren Lars Bengtsson Billing (död 1691) fick fullmakt av Krigskollegium 1661. Borr- och slipkvarnen i Dunkehalla besvärades ofta av vattenbrist och en tilltagande konkurrens om vattnet med de många grannkvarnarna. Lars Billing lät 1676 ombygga den till hammarsmedja och byggde av ett nytt borr- och slipverk för muskötpipor i Domneån på sitt frälsehemman Klerebo i Bankeryds socken. Dummeån var den andra ån som flöt från Dumme mosse till Vättern.
År 1681 övertog sonen Bengt Larsson Billing faktorskaopet. Han började 1689 att bygga en ny borrkvarn vid Huskvarnaån på kronohemmanet Huskvarna Norrgård i Hakarps socken. Den hade tre vattenhjul, sex slipstenar och åtta borrbänkar. Billing beräknade, att musköttillverkningen skulle kunna ökas från 1.500 till 12.480 pipor årligen. 
Efter Bengt Billings död 1691 framkom att han häftade i ansenlig skuld till Kronan. På artillerimajoren Magnus Granatenhielms i Jönköping initiativ blev dennes svåger Magnus Ståhle, samma år adlad Ridderström, ny faktor. Denne visade sig från 1993 ha svårigheter att fullgöra leveranser i tid. Han ställdes inför åtal för försumlighet 1695. Krigskollegium förordnade då faktorn i Norrtälje gevärsfaktori sedan 1691, Joachim Ehrenpreus, att förestå Jönköpings gevärsfaktor, från 1695 som tillförordnad, och efter att Ridderström dömts för brott 1696 som ordinarie. Joachim Ehrenpreus fullbordade överflyttningen av anläggningarna från Jönköping till Husqvarna.
Under Stora nordiska kriget fick verksamheten under Ehrenpreus ledning ett kraftigt uppsving, och Husqvarna Vapenfaktori blev det största gevärsfaktoriet i Sverige. Ehrenpreus utsågs 1715 till överdirektör över alla gevärsfaktorierna i Sverige.